# Olympische Sommerspiele 1972/Teilnehmer (Peru)
| Gelbes Symbol für Goldmedaillen mit stilisierten Olympischen Ringen | Graues Symbol für Silbermedaillen mit stilisierten Olympischen Ringen | Braundes Symbol für Bronzemedaillen mit stilisierten Olympischen Ringen |
| ------------------------------------------------------------------- | --------------------------------------------------------------------- | ----------------------------------------------------------------------- |
| —                                                                   | —                                                                     | —                                                                       |

Peru nahm an den Olympischen Sommerspielen 1972 in München mit einer Delegation von zwanzig Sportlern (siebzehn Männer und drei Frauen) teil. Diese traten in sieben Sportarten bei fünfundzwanzig Wettbewerben an. Der Fechter Enrique Barúa wurde als Fahnenträger zur Eröffnungsfeier ausgewählt.

## Teilnehmer nach Sportarten

### Boxen
- Carlos Burga
Weltergewicht: 17. Platz
- Oscar Ludeña
Schwergewicht: 5. Platz

### Fechten
- Enrique Barúa
Säbel, Einzel: 1. Runde

### Leichtathletik
Herren
- Fernando Acevedo
400 m: Vorlauf

Frauen
- María Luisa Vilca
Frauen, 100 m: Vorlauf
Frauen, 200 m: Viertelfinale
- Edith Noeding
Frauen, Fünfkampf: 24. Platz

### Radsport

#### Straße
- Enrique Allyón
Straßenrennen: DNF
- Gilberto Chocce
Straßenrennen: DNF
Mannschaftszeitfahren (100 km): 30. Platz
- Fernando Cuenca
Straßenrennen: DNF
Mannschaftszeitfahren (100 km): 30. Platz
- Carlos Espinoza
Straßenrennen: DNF
Mannschaftszeitfahren (100 km): 30. Platz
- Bernardo Arias
Mannschaftszeitfahren (100 km): 30. Platz

### Ringen
- Javier León
Fliegengewicht griechisch-römisch: 2. Runde
Fliegengewicht Freistil: 2. Runde
- Juan Velarde
Bantamgewicht griechisch-römisch: 2. Runde
Bantamgewicht Freistil: 2. Runde
- Carlos Hurtado
Federgewicht griechisch-römisch: 2. Runde
Federgewicht Freistil: 2. Runde
- Miguel Zambrano
Superschwergewicht griechisch-römisch: 2. Runde
Superschwergewicht Freistil: 2. Runde

### Schießen
- Gladys Baldwin
Kleinkaliber liegend: 75. Platz
- Juan Jorge Giha
Trap: 49. Platz

### Schwimmen
- Guillermo Pacheco
400 m Freistil: Vorlauf
1500 m Freistil: Vorlauf
- Alfredo Hunger
100 m Brust: Vorlauf
200 m Brust: Vorlauf
- Juan Carlos Bello
100 m Freistil: DNS
200 m Freistil: DNS
100 m Schmetterling: Halbfinale
200 m Lagen: Finale 7. Platz